# ابيضاض الدم في الخلايا البدينة
ابيضاض الدم في الخلايا البدينة هو نوع فرعي شديد العدوانية من ابيضاض الدم النخاعي الحاد الذي يحدث عادةً في مرحلة ناكسة ولكنه نادرًا ما يتطور من تحول ابيضاض الدم النخاعي المزمن إلى ابيضاض الدم النخاعي الحاد الأكثر عدوانية. في نسبة صغيرة من الحالات، قد يتطور ابيضاض الدم في الخلايا البدينة الحادة من شكل أكثر تقدمًا من كثرة الخلايا البدينة الجهازية. يشتمل تشخيص ابيضاض الدم في الخلايا البدينة الحادة وفقًا لمعايير منظمة الصحة العالمية على شرط انتشار 20% من الخلايا البدينة الورمية في النخاع و10% في الدم. إذا كانت الخلايا البدينة تمثل أقل من 10% من خلايا الدم، فإن الورم يسمى ابيضاض الدم بالخلايا البدينة (اللوكيميا).

## العلامات والأعراض
ابيضاض الدم في الخلايا البدينة الحاد هو اضطراب سريع التطور تصاحبه الخلايا البدينة الابيضاضية في الدم وبأعداد كبيرة في النخاع. تشمل العلامات والأعراض الشائعة الحمى، والصداع، واحمرار الوجه، والجذع. عادة لا يكون ارتشاح الخلايا البدينة الجلدية النموذجية من الشرى الصباغي موجودًا قبل أو أثناء أو بعد التشخيص في المرضى الذين يعانون من سرطان الدم في الخلايا البدينة. تشمل الأعراض آلامًا في البطن وفي العظام بالإضافة إلى قرحة هضمية وهي أكثر انتشارًا من الأنواع الفرعية الأخرى لسرطان الدم النخاعي الحاد. ترجع هذه الأعراض السابقة إلى إطلاق مادة تسمى الهيستامين من الخلايا البدينة الورمية. يعد تضخم الكبد والطحال -أو hepatosplenomegaly- سمة مميزة. تطلق الخلايا البدينة أيضًا العديد من مضادات التخثر مثل الهيبارين والتي يمكن أن تؤدي إلى نزيف خطير، كما يساهم ضعف الكبد والطحال في حدوث النزيف. يمكن أن يؤدي شمول العظام إلى هشاشة العظام. يستخدم التصوير بالأمواج فوق الصوتية للبطن أو التصوير المقطعي المحوسب (CT) للبحث عن تضخم الكبد والطحال واعتلال العقد اللمفية. يمكن استخدام التصوير الشعاعي البسيط وقياس كثافة العظام لتقييم إصابة العظام ووجود هشاشتها. يمكن أن يكون التنظير الداخلي والخزعة مفيدًا في حالة الاشتباه في إصابة الأمعاء.

## التشخيص

### الكيمياء الخلوية
يجب أن تكون الخصائص الكيميائية الخلوية لخلايا ابيضاض الدم نموذجية لاشتقاق الخلايا البدينة (وجود تلوين حبيبات متبدل اللون باستخدام إستراز ألفا-نافثيل كلورو أسيتات، ولكن ليس مع البيروكسيداز). إنزيم تريبتاز الخلية البدينة هو إنزيم موجود في حبيبات الخلايا البدينة. من الأفضل تقدير عدد الخلايا البدينة عن طريق التريبتاز المناعي لأن الخلايا الحبيبية الرديئة جدًا قد تلون بشكل ضعيف جدًا على الإطلاق بالنسبة لإستراز ألفا-نافثول كلورو اسيتات.

### علامات الورم
عادة ما تكون خلايا اللوكيميا إيجابية بشدة لـ CD13 وCD33 وCD68 وCD117. بشكل مميز، القاعدية (مثلCD11b)، CD123) وعلامات الوحيدات (CD14، CD15) غائبة. تعبر الخلايا عادة عن CD2 وCD25. الخلايا البدينة الخبيثة تفرط في التعبير عن الجين المضاد للاستماتة، bcl-2. اكتشفت طفرة تسمى الطفرة KIT في معظم المرضى.

### الكيمياء الحيوية
يرتفع إجمالي تريبتاز المصل في ابيضاض الدم بالخلايا البدينة. يبلغ إجمالي تريبتاز المصل الطبيعي (ألفا + بيتا) نحو 6 ميكرو غرام / لتر (من 0 إلى 11 ميكرو غرام / لتر). تعد قيم عدة مئات من ميكرو غرام / لتر من سمات ابيضاض الدم في الخلايا البدينة. غالبًا ما ترتفع مستويات الهيستامين في البلازما والبول في ابيضاض الدم في الخلايا البدينة. هيستيدين ديكاربوكسيلاز (HDC) هو الإنزيم الذي يحفز التفاعل الذي ينتج الهيستامين من الهيستدين. يعد قياس نسبة الهستيدين الكربوكسيلاز في خلايا نخاع المرضى المصابين بابيضاض الدم في الخلايا البدينة علامة حساسة للغاية للخلايا البدينة.

## العلاج
الغلوبولين المناعي هـ (IgE) مهم في وظيفة الخلايا البدينة. أدى العلاج المناعي بالغلوبولين المناعي المضاد لـ IgE المربى في الأغنام إلى انخفاض عابر في عدد الخلايا البدينة المنتشرة في مريض واحد مصاب بسرطان الدم في الخلايا البدينة. على الرغم من أن استئصال الطحال أدى إلى استجابات موجزة في المرضى الذين يعانون من ابيضاض الدم في الخلايا البدينة، لا توجد استنتاجات مؤكدة بشأن فعالية هذا العلاج. استخدم العلاج الكيميائي مع مزيج من السيتوزين أرابينوسايد وإما إيداروبيسين أو داونوميسين أو ميتوكسانترون مثلما في سرطان الدم النخاعي الحاد. يعد زرع الخلايا الجذعية أحد الخيارات، على الرغم من عدم وجود خبرة فيما يتعلق بالاستجابات والنتائج.

## الإنذار
يعد ابيضاض الخلايا البدينة الحاد عدوانيًا للغاية وله تشخيص خطير. في معظم الحالات، يحدث فشل العديد من الأعضاء بما في ذلك فشل نخاع العظام على مدى أسابيع إلى شهور. متوسط البقاء على قيد الحياة بعد التشخيص حوالي 6 أشهر فقط.